# Gliedstaat

Die 50 Bundesstaaten der USA

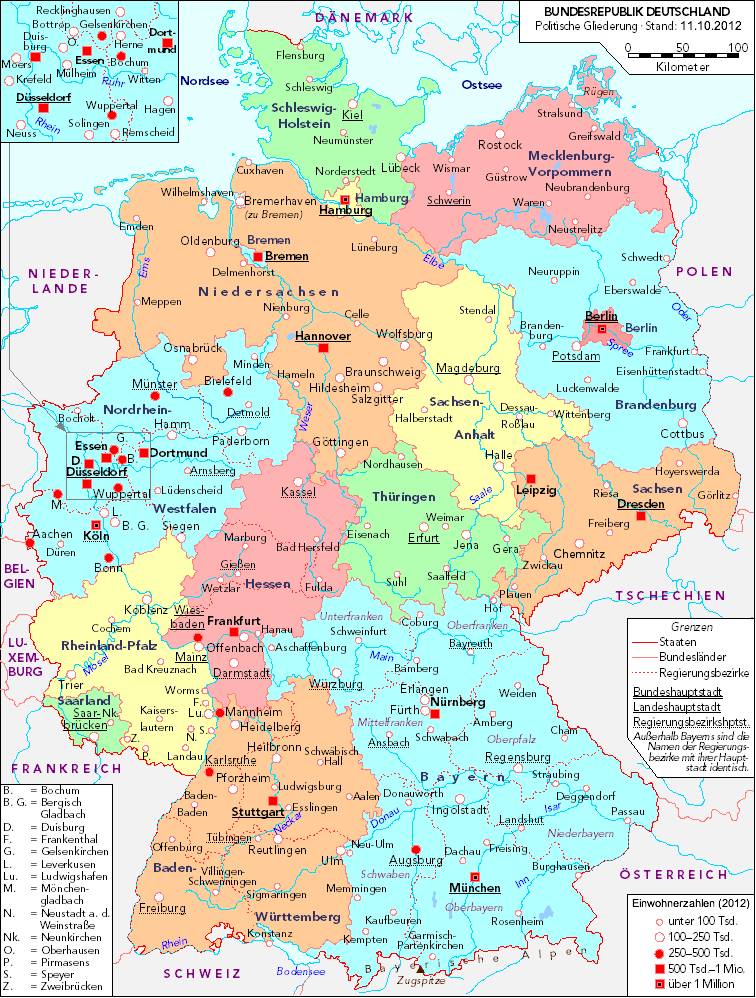
Die 16 deutschen Länder

Die 9 Länder Österreichs

Als Gliedstaaten, manchmal auch Teilstaaten (im Sinne von „Staat, der Teil eines Gesamtstaates ist“, bzw. einer staatlichen Teilordnung) oder vereinzelt Bundesstaaten (Bundesländer, Kantone), bezeichnet man im Allgemeinen die politischen Entitäten oder Einheiten mit Staatsqualität innerhalb eines föderativen Staatsverbandes (Bundesstaates) oder eines Staatenbundes. Ein Bundesstaat ist also ein Zusammenschluss von Teilstaaten, die nach außen einen Gesamtstaat bilden.

## Allgemeines
Im Gegensatz zu dem ihm übergeordneten Gesamtstaat besitzt der Gliedstaat im strengen Sinn keine völkerrechtliche Souveränität, sondern lediglich eine beschränkte, geteilte staatsrechtliche Souveränität, etwa im Rahmen der konkurrierenden Gesetzgebung. Einzelne völkerrechtliche Souveränitätsrechte können den Gliedstaaten erhalten bleiben, wie das Recht, eigene diplomatische Vertretungen im Ausland zu unterhalten, wie es Bayern im deutschen Kaiserreich erlaubt war. Sein Staatsgebiet und seine Organe unterstehen der „Befehlsgewalt“ eines übergeordneten Staatsgebildes, des Gesamtstaats; die Zentralgewalt bemisst sich grundsätzlich nach der gesamtstaatlichen Verfassung, hinzutreten können Vereinbarungen mit den Gliedstaaten oder Erklärungen derselben. Somit verbleiben den Gliedstaaten eigene Politikfelder, die der Staatsgewalt des Föderativstaates entzogen sind. Ausnahmen davon sehen die Verfassungen jedoch vielfach im Kriegsfall sowie in anderen Fällen des Notstands vor.
In der deutschen Verfassungsgeschichte versteht man unter den „Bundesstaaten“ sowohl die Einzelstaaten des Norddeutschen Bundes und des Deutschen Reiches als auch die einzelnen Mitgliedstaaten des Deutschen Bundes.

## Organisation
Im Gliedstaat existiert ein eigenes politisches System, welches üblicherweise nach den Grundsätzen der Gewaltenteilung konzipiert ist. Demnach gibt es eine Exekutive, der eine Regierung vorsteht, sowie eine Legislative, welche durch ein Parlament wahrgenommen wird, wobei daneben Elemente direkter Demokratie existieren können. Insbesondere in Bundesstaaten wie Deutschland, der Schweiz, den Vereinigten Staaten oder Australien, deren Glied- bzw. Teilstaaten (zumindest teilweise) schon vor der Bildung der föderalen Ebene existiert haben, obliegt jenen auch die Ausübung der rechtsprechenden Gewalt (Judikative) in ihrem Kompetenzbereich, weswegen sie eigene Gerichte errichtet haben. In Österreich und Belgien hingegen, die erst auf der Grundlage eines schon bestehenden Einheitsstaates föderalisiert worden sind, bestehen nur Bundesgerichte.
Auf Ebene der gesamtstaatlichen Gesetzgebung nimmt oftmals ein als Vertretung der Gliedstaaten fungierendes Organ (im engeren Sinne Länderkammer) oder im weiteren Sinne auch ein die Bevölkerung der Gliedstaaten repräsentierendes Organ (Senatsmodell) teil.

## Verhältnis untereinander und zum Gesamtstaat

Das politische System Deutschlands mit der Verschränkung von Bund und Ländern zur Illustration des Verhältnisses von Glied- und Gesamtstaat

Streitigkeiten zwischen den Gliedstaaten untereinander und zwischen ihnen und dem Gesamtstaat werden üblicherweise durch Gerichte, in modernen Staatssystemen durch Verfassungsgerichte, etwa das Bundesverfassungsgericht in Deutschland oder den Verfassungsgerichtshof in Österreich, entschieden. Wenn es an einer solchen Institution mangelt und ein Streitfall politisch entschieden werden muss, kann durch weitere Eskalationen ein bewaffneter Konflikt zwischen der Föderation und den Teilstaaten entstehen, was sogar bis zum Staatszerfall führen kann, wie im Fall der SFR Jugoslawien und ihrer ehemaligen Teilrepubliken.
Im politischen System der Bundesrepublik Deutschland spielen die Länder eine wichtige Rolle. Der Bund (die oberste Ebene der Bundesrepublik) kann die Länder nicht abschaffen; ihr Bestand ist somit garantiert. Ihre Grenzen können im Wesentlichen nur durch Volksabstimmung geändert werden. Das Grundgesetz trennt die staatlichen Aufgaben in solche, die dem Bund, und solche, die den Ländern vorbehalten sind. Hinzu kommen Kompetenzen, welche von Bund und Ländern gemeinsam verantwortet werden. Die Länder wirken über den Bundesrat bei der Gesetzgebung des Bundes mit. Des Weiteren können die Länder ihre Rechte gegenüber dem Bund beim Bundesverfassungsgericht einklagen.

## Bezeichnungen
Zur Terminologie ist zu beachten, dass in der Zeit des Norddeutschen Bundes und des Deutschen Kaiserreiches (1867 bis 1918) die den Bund bzw. das Reich konstituierenden einzelnen Staaten als „Bundesstaaten“ bezeichnet wurden. Diese Benennung knüpfte an den Sprachgebrauch der Zeit des Deutschen Bundes (1815–1866) an, nach welchem die Mitgliedstaaten des Bundes als „Bundesstaaten“ adressiert wurden, und war unabhängig davon, ob es sich um einen Staatenbund oder einen „monarchisch-hegemonialen Bundesstaat“ handelte. Für die auch als „Bundesglieder“ bezeichneten Gliedstaaten des Deutschen Reiches wurde ebenfalls das Wort Bundesstaat benutzt, ehe dieses in der Weimarer Reichsverfassung von 1919 durch Land abgelöst wurde; gleichwohl aber hielt sich „Bundesstaat“ noch bis in die 1930er Jahre hinein in anderen Reichsgesetzen. Teilweise findet sich noch der Begriff „Bundesstaat“ in älteren Gesetzestexten, so etwa in den §§ 979, 981, 982 BGB.
In der Schweiz heißen die Gliedstaaten Kantone, in Österreich Länder ebenso wie in Deutschland. In den beiden letztgenannten Staaten ist allerdings die inoffizielle, synonyme Bezeichnung „Bundesländer“ weit verbreitet. Üblich ist die Bezeichnung state zum Beispiel im Falle der US-amerikanischen Bundesstaaten und der Teilstaaten Indiens.
Belgien, seit 1993 ein Föderalstaat, weist zwei Typen von Gliedstaaten auf, die drei Regionen und die drei Gemeinschaften, die nach Befugnissen unterschieden sind. Da die Befugnisse der Region Flandern durch die Flämische Gemeinschaft ausgeübt werden, wird gelegentlich davon gesprochen, dass in der Praxis nur fünf Gliedstaaten existieren. Das belgische System wird daher als asymmetrischer Föderalismus bezeichnet.
In den USA heißen die Gliedstaaten Bundesstaaten (englisch U.S. states), in Kanada gibt es Provinzen und Territorien (englisch provinces and territories, französisch provinces et territoires). Australien ist gegliedert in Bundesstaaten, Territorien und Außengebiete.

## Sonderfälle
In manchen föderalen Staaten gibt es Gebiete, die weder Gliedstaaten noch Teile davon sind, sondern direkt dem Bund unterstehen. Diese bezeichnet man als bundesunmittelbare Gebiete oder Bundesterritorien, wenn es sich um die Bundeshauptstadt handelt, auch als Bundesdistrikte. Andererseits kann es sein, dass ein Teil eines Gliedstaats nicht zum Gesamtstaat gehört und somit ein bundesfreies Gebiet bildet.

## Aktuelle Beispiele
- die Länder (auch Bundesländer genannt) der Bundesrepublik Deutschland
- die Länder (ebenso Bundesländer genannt) der Republik Österreich
- die Kantone der Schweizerischen Eidgenossenschaft
- die Regionen und Gemeinschaften des Königreichs Belgien
- die Bundesstaaten der Vereinigten Staaten von Amerika
- die Provinzen Kanadas
- die Bundesstaaten Australiens
- die Bundesstaaten der Republik Indien
- die Bundesstaaten Malaysias
- die Bundesstaaten der Vereinigten Mexikanischen Staaten
- die Bundesstaaten der Föderativen Republik Brasilien
- die beiden Entitäten von Bosnien und Herzegowina: Föderation Bosnien und Herzegowina und Republika Srpska

## Historische Beispiele
- die Länder in der Sowjetischen Besatzungszone bzw. der Deutschen Demokratischen Republik (1945–1958)
- die Länder des Deutschen Reiches während der Weimarer Republik (1918–1933)
- die Bundesstaaten des Deutschen Kaiserreichs (1871–1918)
- die Bundesstaaten des Norddeutschen Bundes bzw. ab 31. Dezember 1870 des Deutschen Bundes als Gesamtstaat (1867–1871)